# Bisdom Campeche
Het bisdom Campeche (Latijn: Dioecesis Campecorensis) is een rooms-katholiek bisdom met als zetel Campeche, in Mexico. Het bisdom is suffragaan aan het aartsbisdom Yucatán. 

## Geschiedenis
Het bisdom werd opgericht op 24 maart 1895, uit delen van het bisdom Yucatán, en was suffragaan aan het aartsbisdom Antequera. Op 11 november 1906 veranderde het van kerkprovincie en werd suffragaan aan het nieuw verheven aartsbisdom Yucatán. 

## Parochies
Het bisdom had in 2021 een oppervlakte van 57.924 km2 en telde 928.363 inwoners waarvan 79,9% rooms-katholiek was.

## Bisschoppen
- Francisco Plancarte y Navarrete (17 september 1895 - 28 november 1898)
- Rómulo Betancourt y Torres (31 augustus 1900 - 21 oktober 1901)
- Francisco de Paula Mendoza y Herrera (7 januari 1905 - 7 augustus 1909)
- Jaime Anesagasti y Llamas (4 november 1909 - 3 oktober 1910)
- Vicente Castellanos y Núñez (7 februari 1912 - 26 augustus 1921)
- Francisco María González y Arias (21 april 1922 - 30 januari 1931)
- Luis Guízar y Barragán (27 november 1931 - 7 oktober 1938)
- Alberto Mendoza y Bedolla (15 juli 1939 - 28 februari 1967)
- José de Jesús Garcia Ayala (27 april 1967 - 9 februari 1982; hulpbisschop sinds 21 mei 1963)
- Héctor González Martínez (9 februari 1982 - 4 februari 1988)
- Carlos Suárez Cázares (1 juni 1988 - 18 augustus 1994)
- José Luis Amezcua Melgoza (9 mei 1995 - 9 juni 2005)
- Ramón Castro Castro (8 april 2006 - 15 mei 2013)
- José Francisco González González (13 december 2013 - heden)

## Galerij van afbeeldingen

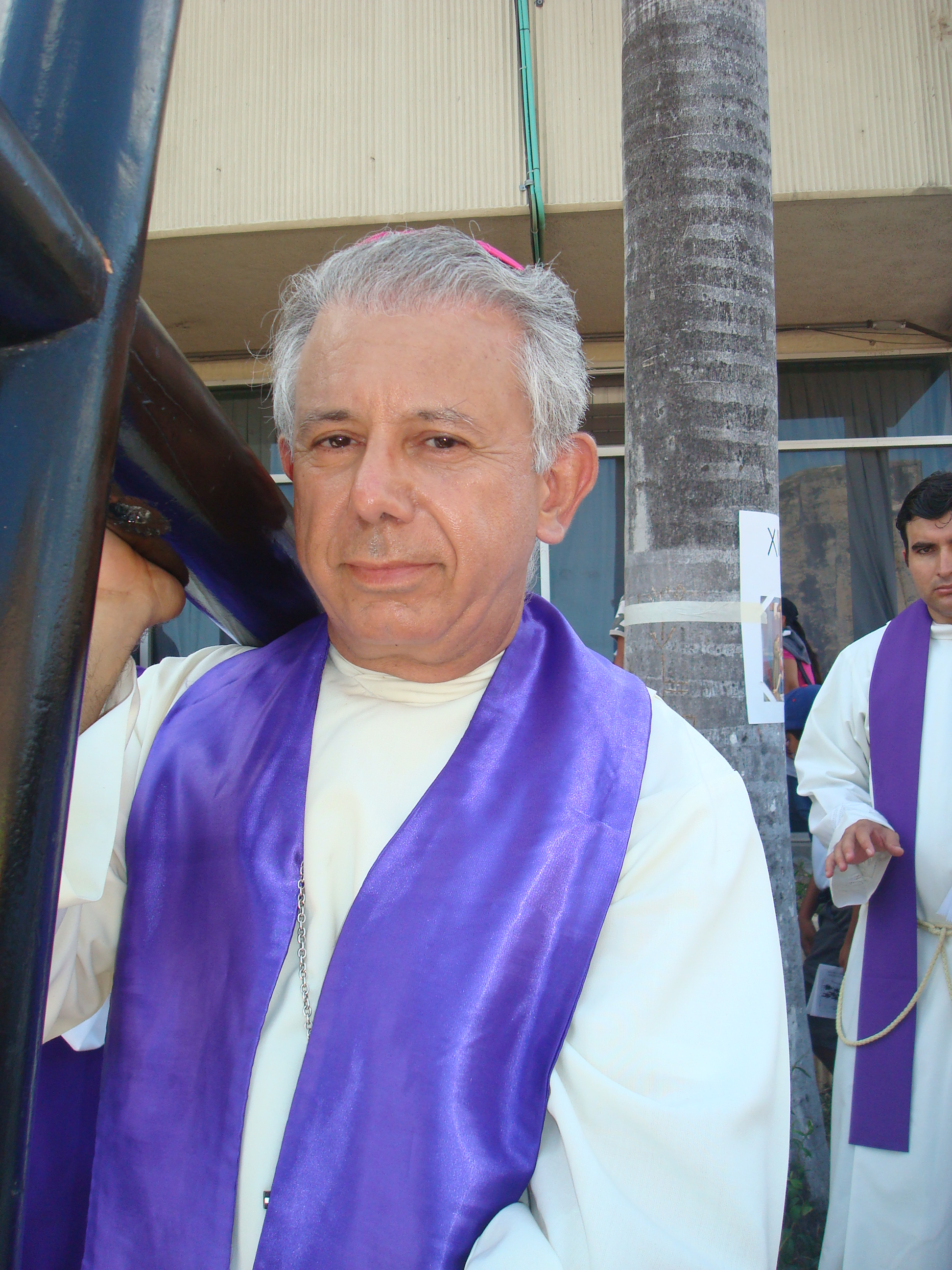
Bisschop Ramón Castro Castro

Yucatán (aartsbisdom) · Campeche · Cancún-Chetumal · Tabasco